# پیتژکووو-گووانبکی
پیتژکووو-گووانبکی (به لهستانی:  Pietrzykowo-Gołąbki) یک روستا در لهستان است که در گمینا بیلسک پودلاسکی واقع شده‌است.